# 后突厥汗国
后突厥汗国，自稱突厥（羅馬化：Türük el，直译：「众突厥国」），又稱突厥第二汗國，是東突厥汗國灭亡半个世纪后突厥阿史那家族在蒙古高原重新建立的政权，存在于682年至744年，其前身為東突厥汗國（552年至630年）及唐朝的安北都护府（630年至682年）。後突厥汗國的首都是鄂爾渾河上游的東突厥舊都於都斤。
公元8世紀，在與唐朝的戰爭中，其附屬九姓烏古斯部族聯盟逐漸繼承了其地位，該聯盟後來推翻突厥統治，建立回鶻汗國。

## 兴起和鼎盛
630年東突厥汗國覆滅後，數十年間突厥人的復國運動持續不斷，阿史那泥熟匐於679年被擁立為可汗，不久便反叛唐朝。680年，他被裴行儉擊敗。不久之後，泥熟匐又被其部下殺害。泥熟匐死後，另一位宗室後裔阿史那伏念被擁立為可汗，東突厥人再次反叛唐朝統治。叛亂初期，伏念取得了一些勝利。然而，他們最終再次被裴行儉擊敗。根據暾欲谷的說法，反叛唐朝並擁立可汗登基的企圖是合法的。突厥人的過錯在於他們廢黜並殺害了泥熟匐，並再次臣服於唐朝。
頡利可汗的族人、當時的突厥吐屯啜骨咄禄於681年糾眾七百人反抗唐朝，並在682年佔領黑沙城（今呼和浩特西北达茂旗境内），建牙帐于此，自号頡跌利施可汗，宣告突厥复国。并得谋臣阿史德元珍。在陰山山脈紮根後，骨咄禄與其弟默啜、以及其最親近的大臣暾欲谷成功贏得大多數突厥人的支持，突厥军队在682-687年間多次擊敗蔚州（今山西境內）等地的唐軍，连年入犯武周，势力趋于壮大。687年，頡跌利施可汗率部離開陰山，經戈壁沙漠北上，其久經戰陣的軍隊輕易的攻占了漠北的突厥腹地（今蒙古國中部和北部）。687-691年間，原來盤據在這些地區的九姓烏古斯和回鶻均被後突厥征服，他們的首領阿布思可汗也戰死沙場。後突厥汗國的中心轉移到杭爱山脉以及鄂爾渾河、色楞格河和土拉河一带，建都於都斤。
691年，骨咄禄去世，其子年幼，其弟默啜繼承可汗位。696年，女皇武则天寻求突厥人的帮助打击反叛的契丹人，派阎知微册封默啜为迁善可汗，默啜帮助武周攻击李尽忠、孙万荣，并获胜。武则天再派阎知微持节册默啜为特进、颉跌利施大单于、立功报国可汗。696-697年，默啜征服了契丹，並與库莫奚結盟，阻止了唐朝軍隊向東北推進至大興安嶺，鞏固了汗國的東部邊境。698年九月，默啜率兵侵犯赵州、定州（今河北境内），掠男女八九万，重建东到渤海湾，西到天山的突厥帝国。698-701年間，后突厥汗国的北部和西部以唐努烏拉山脈、阿爾泰山脈和塔尔巴哈台山為界。706-707年，突厥人擊敗拔野古部落後，佔領了從克魯倫河上游到貝加爾湖的土地。709-710年，后突厥征服了阿孜人和奇克人，越過薩彥嶺（突厥文獻稱為Kögmen yïš），並徹底擊敗了黠戛斯人。黠戛斯統治者巴爾斯別克在戰鬥中陣亡，他的後人成為后突厥的附庸，持续数代。711年，暾欲谷率領的突厥軍隊翻越阿爾泰山，在準噶爾盆地博魯楚河（可能是今乌伦古河）與突騎施交戰，並大獲全勝。暾欲谷強行渡過錫爾河追擊撤退的突騎施軍隊，率領他的軍隊來到吐火羅斯坦邊境。然而，在撒馬爾罕附近與白衣大食（即阿拉伯帝國倭瑪亞王朝）的戰鬥中，突厥軍隊與後方的聯繫被阿拉伯人切斷，損失慘重；713-714年，他們艱難地撤回阿爾泰山。在那裡他們增援了準備圍攻別失八里（庭州）的軍隊。但圍城戰失敗，突厥人在六次小規模戰鬥中失利後，最終解除了圍城。

## 危機
716年，默啜出征時被拔野古部落溃兵颉质略伏击並被杀，默啜的儿子拓西小可汗继立大可汗，骨咄禄的儿子、時任「左設」的阙特勤不服，在得到眾多突厥家族支持後将其击杀。阙特勤奉兄长默棘连即位，称毗伽可汗（716-734年）。
毗伽可汗登基之際，父親創立的后突厥帝國正瀕臨崩潰。西部地區徹底脫離了突厥統治，突騎施首領苏禄自立為可汗。契丹和奚部落拒絕納貢，回鶻經常叛亂，甚至突厥部落也開始反叛。毗伽可汗感到無力控制局勢，便將王位讓給了其兄闕特勤。然而，後者不願違背法定的繼承順序。默棘连继位后，闕特勤被任命為軍隊統帥，並任用老臣暾欲谷为谋臣，招纳离散的部众，突厥再度興盛。
720年，唐玄宗派兵進攻后突厥，但暾欲谷擊敗了唐朝的征討大軍和拔悉密援兵，突厥人還攻入河西走廊（今甘肅境內）。在重振突厥汗国之後。暾欲谷认为“唐主英武，民和年丰”，不可为敌，毗伽可汗遂在大胜之后向唐求和，“请父事天子”，暾欲谷的智慧受到了唐朝宰相張說的讚揚。通過與唐朝的朝貢貿易，他以30匹馬的「貢品」獲得了10萬匹絲綢，在和平環境下獲得突厥需要的大量物資。
727年，吐蕃约毗伽可汗合攻唐朝，被他拒绝，後突厥还将这一情报及时通知唐朝。731年，阙特勤死，唐玄宗派专使吊唁，并派画师协助突厥立碑。

## 内乱和衰落
此後突厥勢力因內亂而再次衰退，726年暾欲谷和731年闕特勤的先後去世導致毗伽可汗最優秀的顧問們紛紛離去。734年，毗伽可汗为权臣梅录啜毒杀，在毒发之前成功复仇杀死梅录啜。毗伽可汗的長子繼承了汗位，號伊然可汗，不過沒多久就死了，其弟登利可汗继位。登利可汗从叔二人，分掌兵马，号左、右设。登利可汗害怕两设专权，与其母合谋，诱斩右设，自统其众。741年七月，左设判阙特勤发兵攻杀设登利可汗，立毗伽可汗之子为可汗；随即被骨咄叶护所杀，改立其弟；随后又杀其弟，骨咄叶护自立为可汗。突厥人自相残杀，致使其統治下的各部也開始混戰。唐玄宗获知突厥内乱，命左羽林将军孙老奴招谕回纥、葛逻禄、拔悉密等部落一同出兵。742年八月，骨咄叶护可汗被拔悉密、回纥、葛逻禄三部所杀，拔悉蜜酋长自立为颉跌伊施可汗，回纥、葛逻禄自为左、右叶护。突厥余部共立判阙特勤之子为乌苏米施可汗。

## 灭亡
唐玄宗派人招降乌苏米施可汗，可汗不理，唐朝于是派朔方节度使王忠嗣联合拔悉密、回纥、葛逻禄三部进攻乌苏米施可汗。此時的回鶻首領骨力裴罗在葛邏祿人和拔悉密人的支援下，擊敗了後突厥汗國。744年八月，后突厥首都於都斤被攻佔，拔悉密人斬首了突厥烏蘇米施可汗，他的首級被骨力裴罗送往唐朝的首都長安。骨力裴罗於同年建立回鶻汗國，號懷仁可汗，並在幾年之內征服了內亞大部分地區，成為草原上新的統治者。
而在乌苏米施可汗被殺後，突厥殘眾擁立其弟白眉可汗即位，此时漠北诸部内乱，回纥、葛逻禄共杀拔悉密颉跌伊施可汗。為了消滅突厥殘餘勢力，唐玄宗再派王忠嗣领兵进攻突厥。王忠嗣擊敗了由阿勒普達爾罕率領的突厥軍隊。儘管白眉可汗試圖逃跑，但他還是被回鶻人俘獲，並於745年正月像他哥哥一樣被斬首，首級也被送給唐朝朝廷。後突厥至此徹底灭亡，阿史那家族完全丧失了草原的统治權。大多數突厥人逃往拔悉蜜汗国等其他突厥部落。然而，包括毗伽可汗的遺孀骨咄祿娑匐可敦和暾欲谷的女兒在內的一群人投奔了唐朝。唐玄宗冊封她為公主，並任命她統領其族人。